# Hrvatska na OI 2000.
Hrvatska je na Olimpijskim igrama u Sydneyu 2000. nastupila s najbrojnijom momčadi do tada, a osvojene su dvije medalje (zlato i bronca) što je mali pad rezultata u odnosu na prijašnje Igre. Naime, prethodno je osvojeno zlato i srebro na Igrama u Atlanti odnosno srebro i dvije bronce na Igrama u Barceloni.

## Predstavnici
Hrvatsku olimpijsku delegaciju predstavljao je 91 sportaš u 12 sportova: atletika, dizanje utega, jedrenje, kajak i kanu na mirnim i divljim vodama, odbojka, plivanje, stolni tenis, streljaštvo, taekwondo, tenis, vaterpolo i veslanje. Na svečanom otvaranju hrvatsku zastavu je nosio stolnotenisač Zoran Primorac.

## Osvojena odličja
| OI Sydney 2000. | Zlato | Srebro | Bronca | Ukupno |
| Hrvatska (CRO)  | 1     | 0      | 1      | 2      |

### Zlatna medalja - 1. mjesto
- Dizanje utega - do 62 kg - Nikolaj Pešalov

### Brončana medalja - 3. mjesto
- Veslanje - osmerac - Igor Francetić, Tihomir Franković, Tomislav Smoljanović, Nikša Skelin, Siniša Skelin, Krešimir Čuljak, Igor Boraska, Branimir Vujević i Silvijo Petriško

## Svi rezultati hrvatskih olimpijaca

### Atletika
- Stevimir Ercegovac, kugla
  - 24. mjesto - 18.98m
- Dragan Mustapić, disk
  - 34. mjesto - 58.10m
- Ivana Brkljačić, kladivo
  - FINALE 11. mjesto - 63.20m
- Andras Haklits, kladivo
  - 29. mjesto 72.66m
- Darko Juričić
  - 400m prepone - 59. mjesto, 52.39
- Kristina Perica
  - 400m - 39. mjesto, 53.72
- Dejan Vojnović
  - 100m - 41. mjesto, 10.50
- Branko Zorko
  - 1500m - 36. mjesto, 3:46.16
- Siniša Ergotić
  - skok u dalj - 36. mjesto, 7.53m
- Blanka Vlašić
  - skok u vis - 17. mjesto, 192cm
- Vojnović, Krajačić, Ergotić, Buinjac
  - štafeta 4x100m - 29. mjesto, 39.87
- Peršić, Habun, Bakarić, Juričić
  - štafeta 4x400m - diskvalificirana zbog pogrešne promjene

### Dizanje utega
- Nikolaj Pešalov, kategorija do 62 kg
  - trzaj 150kg + izbačaj 175kg = 325kg (novi olimpijski rekord i izjednačenje svjetskog rekorda)
  - 1. mjesto (zlatna medalja)

### Jedrenje
- Mate Arapov, klasa laser
  - diskvalifikacija - 43. mjesto
- Toni Bulaja i Ivan Bulaja klasa 470
  - ukupni poredak - 24. mjesto
- Karlo Kuret, klasa Finn
  - ukupni poredak - 10. mjesto

### Kajak i kanu na divljim vodama
- Danko Herceg, C-1, slalom
  - 10. mjesto - 248.77
- Andrej Glucks, K-1, slalom
  - 11. mjesto - 230.22

### Kajak i kanu na mirnim vodama
- Nikica Ljubek C-1
  - 1000 m - posljednji u skupini
- Ljubek/Funtak, C-2
  - 500m - 12. mjesto

### Odbojka(žene)
- Marija Anzulović, Elena Cebukina,Patricia Daničić, Biljana Gligorović, Barbara Jelić, Vesna Jelić, Gordana Jurcan, Ana Kaštelan, Nataša Leto, Marijana Ribičić, Beti Rimac, Ingrid Siscovich
  - skupina: Hrvatska - Australija 3:1
  - skupina: Hrvatska - Kina 3:1
  - skupina: Hrvatska - SAD 0:3
  - skupina: Hrvatska - Brazil 0:3
  - skupina: Hrvatska - Kenija 3:1
  - četvrtfinale Hrvatska - Kuba 0:3
  - za poredak od 5. do 8. mjesta: Hrvatska - Njemačka 1:3
  - za 7. mjesto: Hrvatska - Južna Koreja 3:1

### Plivanje
- Vanja Rogulj
  - 100m prsno - 30. mjesto, 1:03.58
- Kanjer, Mladina, Draganja, Lončar
  - 4x100m slobodno - 19. mjesto, 3:24.96
- Gordan Kožulj
  - 100m leđno - 14. mjesto, 56.26
  - 200m leđno - FINALE - 8. mjesto, 1:59.38
- Marko Strahija
  - 100m leđno - 17. mjesto, 56.26
  - 200m leđno - 9. mjesto - 1:59.85
- Sandro Tomas
  - 400m mješovito - 43. mjesto, 4:38.31
- Smiljana Marinović
  - 100m prsno - 30. mjesto, 1:13.49
  - 200m mješovito - 33. mjesto - 2:25.24
- Petra Banović
  - 200m leđno - 34. mjesto, 2:25.42
- Marijan Kanjer
  - 50m slobodno - 32. mjesto, 23.16
- Ivan Mladina
  - 100m delfin - 43. mjesto, 56.17
- Kožulj, Rogulj, Milošević, Draganja
  - 4x100 mješovito - 14. mjesto, 3:42.73 - hrvatski rekord
- Marijana Šurković
  - 50 m slobodno - 46. mjesto, 27.32
- Lovrenco Franičević
  - 200m delfin - 39. mjesto, 2:04.35
- Petra Banović
  - 200m slobodno - 36. mjesto, 2:08.30
- Tinka Dančević
  - 200m delfin - 34. mjesto, 2:21.02
- Duje Draganja
  - 100m slobodno - 11. mjesto, 49.67 - hrvatski rekord
- Krešimir Čač
  - 200 m mješovito - 36. mjesto, 2:07.04

### Stolni tenis
- Elijana Aganović i Tamara Boroš
  - I. kolo: Aganović/Boroš - Hsiu-Li/Feng-Yun 2:1
  - II. kolo: Aganović/Boroš - Osonaike/Kaffo 2:0
  - osmina finala: Aganović/Boroš - Jung Hong/Jia Wei 3:2
  - četvrtfinale: Li Ju/Wang Nan - Aganović/Boroš 3:1
- Elijana Aganović
  - prednatjecanje: Aganović - Ramirez (Špa) 3:0
  - I. kolo: Lin Jia (Aut) - Aganović 3:1
- Tamara Boroš
  - I.kolo: Li Juan Geng (Kan) - Boroš 3:2
- Andrea Bakula
  - prednatjecanje: Bakula - Zhou (Aus) 3:2
- Zoran Primorac
  - I.kolo: Tasaki (Jap) - Primorac 3:0

### Streljaštvo
- Mladenka Malenica
  - zračna puška 10m - 9. mjesto - 393 kruga
  - MK puška 3x20 - 26. mjesto - 571 krug
- Roman Špirelja
  - pištolj, brza paljba 25m - 15. mjesto - 578 krugova

### Tenis
- Silvija Talaja
  - I. kolo: Talaja - Etienne (Haiti) 6:1, 6:0
  - Farina (Ita) - Talaja 3:6, 6:4, 6:4
- Ivan Ljubičić
  - I. kolo: Ljubičić - Hrbaty (Slk) 6:1, 1:6, 6:3
  - II. kolo: Ljubičić - Ullyett (Zim) 6:2, 4:6, 6:4
  - osmina finala: Kuerten (Bra) - Ljubičić 7:6 (2), 6:3
- Iva Majoli
  - I. kolo: Kremer (Lux) - Majoli 6:2, 6:4
- Goran Ivanišević
  - I. kolo: Corretja (Špa) - Ivanišević 7:6, 7:6
- Ivanišević/Ančić
  - parovi, I. kolo: Szymanski/De Armas (Ven) - Ivanišević/Ančić 6:2, 7:6
- Talaja, Majoli
  - parovi, I. kolo: Callens/Van Roost (Bel) - Talaja/Majoli 6:2, 5:7, 6:2

### Taekwondo
- Nataša Vezmar, kategorija +67 kg
  - četvrtfinale: Vezmar - Ruiz (Špa) 7:4
  - polufinale: Ivanova (Rus) - Nataša Vezmar 6:4
  - repesaž: Vezmar - Bourguiguie (Mar) 4:1
  - za 3. mjesto Bosshart (Kan) - Nataša Vezmar 11:8

### Vaterpolo
- Samir Barać, Alen Bošković, Elvis Fatović, Igor Hinić, Ivo Ivaniš, Vjekoslav Kobešćak, Ognjen Kržić, Višeslav Šarić, Dubravko Šimenc, Siniša Školneković, Mile Smodlaka, Ratko Štritof, Frano Vićan
  - skupina: Hrvatska - SAD 10:7
  - skupina: Hrvatska - Grčka 9:5
  - skupina: Hrvatska - Mađarska 8:7
  - skupina: Hrvatska - Jugoslavija 4:4
  - skupina: Hrvatska - Nizozemska 11:7
  - četvrtfinale: Hrvatska - Španjolska 8:9
  - za poredak od 5. do 8. mjesta: Hrvatska - SAD 8:9
  - Za 7. mjesto: Hrvatska - Australija 10:8

### Veslanje
- Ivan Jukić, Tihomir Jarnjević
  - dvojac na pariće - 14. mjesto
- Ninoslav Saraga, Oliver Martinov
  - dvojac bez kormilara - 8. mjesto
- Igor Francetić, Tihomir Franković, Tomislav Smoljanović, Nikša Skelin, Siniša Skelin, Krešimir Čuljak, Igor Boraska, Branimir Vujević i Silvijo Petriško
  - osmerac - 3. mjesto (brončana medalja)